# Стадион Перица-Перо Павлович
Стадион „Перица-Перо Павлович“ е многофункционален стадион в Габела, Босна и Херцеговина. На стадиона играе домакинските си мачове отборът на НК ГОШК Габела. Стадионът има капацитет от 3000 места.
През декември 2016 г. стадионът е преименуван от Стадион „Подавала“ на Стадион „Перица-Перо Павлович“.